# Federico Barocci
Federigo Barocci (Baroccio) (født 1528, død 30. september 1612) var en italiensk maler. 
Barocci var ved fødsel, virksomhed og død knyttet til Urbino. I sin pure ungdom studerede han et par år i Rom, her kopierede han efter Rafael, 1560 var han der igen og malede dygtige fresker, Dyderne, til Pave Pius 4.’s kasino i de vatikanske Haver, men blev pludselig syg (efter sigende forgiftet af misundelige kunstbrødre) og var fra da af halvvejs arbejdsinvalid. Ved stor energi kunne han dog i Urbino udfolde en rig virksomhed. Hans kunst med dens bløde omrids er væsentlig påvirket af Correggio’s; dennes sødme udvander han ofte til sødladen gratie, men han er, trods maniererthed, talentfuld, ivrig naturiagttager (se hans mange gode tegninger og pasteller, særlig i Galleria degli Uffizi i Firenze) og får ved sin fremelsken af det rent maleriske megen betegnet for kunsten i Mellemitalien. Værker: Nedtageisen fra Korset (1569, domkirken i Perugia), Madonna del popolo (1579, Uffizi), Noli me tangere (i flere eksemplarer), Korsfæstelsen (i Genovas Domkirke), Nadveren (Urbinos ærkebiskoppelige Palæ) og mange andre; desuden portrætter: det udmærkede Francesco Maria II af Urbino (Uffizi), Barneportræt af en Prins (Palazzo Pitti) med videre. Barocci var også raderer. I Statens Museum for Kunst i København ses Jomfru Marias bebudelse og Portræt af en ung dame.